# メディアシステム
メディアシステム株式会社は、東京都中野区に本社を置き、広告事業とデータベース事業を展開する日本の企業。
拠点は札幌・仙台・名古屋・大阪・広島・福岡に構えている。

## 概要
安田政俊が1995年に設立。LEDの屋外看板を手掛け事業を拡大。
2010年から データベース事業を開始。クラウド型情報分析システム「Enterprise」は、2016年現在 全国6,000店舗を超えるデータを集計している。

## 沿革
- 1995年 – 東京で企業。[1]単色のLED看板を取り扱う。
- 2003年 – フルカラーLEDディスプレイの取り扱いを始める。
- 2006年 – 国内におけるフルカラーLEDディスプレイ出荷台数No.1を獲得。[2]
- 2007年 – 企業モチベーションサーベイ(リンク＆モチベーション社)において1000社を超える企業の中、No.1を獲得。[2]
- 2010年 – データベース事業「Enterprise」の販売を開始。
- 2015年 – 創立20周年を迎える。  
  - 3月 –  広島オフィスを開設。
  - 4月 –  仙台オフィスを開設。
  - 10月 – 大阪オフィスを開設。東京以外に初めて本社機能を持たせる。
  - 10月 – 福岡オフィスを開設。
- 2016年
  - 2月 – GPTWが実施する、2016年「働きがいのある会社」ランキングの従業員25名から99名以下の部門において、ベストカンパニー賞を受賞。[3]
  - 7月 –  札幌オフィスを開設。

## 経営スタイル
年功序列・トップダウンスタイルのピラミッド型組織として経営されているケースに疑問を呈し、独自の経営「ダイヤモンドスタイル」を提唱。企業の中心は、あくまで新人・中堅のメンバーたち。管理職のスタッフは若い力を支える土台部分に当たると考え、「しっかりした土台（=管理職スタッフ）が光を反射し、若い力を光輝かせる」という独自の組織の形を実現している。

## 事業所
- 本社 - 東京都中野区本町一丁目32番2号 ハーモニータワー14F
- 本社 - 大阪府大阪市中央区心斎橋一丁目9番17号 エトワ―ル心斎橋9F
- 支社 - 北海道札幌市中央区南1条西2丁目 南一条Kビル6F
- 支社 - 宮城県仙台市宮城野区榴岡三丁目4番1号 アゼリアヒルズ4F
- 支社 - 愛知県名古屋市中区錦一丁目16番7号 NORE伏見10F
- 支社 - 広島県広島市中区大手町二丁目2丁目9番 大手町22ビル4F
- 支社 - 福岡県福岡市中央区天神一丁目1番1号 アクロス福岡3F